# Иван Луизов
Иван Андреевич Луизов (на руски: Иван Андреевич Луизов) е руски офицер, генерал-лейтенант. Участник в Руско-турската война (1877 – 1878).

## Биография
Иван Луизов е роден на 11 юни 1844 г. в Област на Донската войска в семейството на потомствен казашки дворянин. Ориентира се към военното поприще според казашката традиция. Постъпва на военна служба като редови казак на 22 януари 1863 г. Завършва Воронежкото кадетско училище и е произведен в първо офицерско звание корнет с назначение за младши офицер в Новочеркаското казашко кадетско училище (1869). Повишен е във военно звание есаул и служи като командир на 20-а Донска казашка батарея (1876 – 1877).
Участва в Руско-турската война (1877 – 1878). Командирован е като командир на 1-ви взвод в 6-а Донска казашка батарея от 1 март 1877 г. Отличава се при превземането на Ловеч на 5 юли 1877 г. и в борбата за града на 15 юли 1877 г. Награден е за проявено командирско умение и храброст с орден „Свети Станислав“ II степен с мечове (1877). Бие се храбро при рекогносцировката на Ловеч на 26 и 27 юли 1877 г. и е награден с орден „Свети Владимир“ IV степен с мечове и бант (1877). Повишен е във военно звание войскови старшина от 20 ноември 1877 г. с назначение за командир на 7-а Донска конноартилерийска батарея. Участва в зимното преминаване на Стара планина и действията в заключителния етап от войната.
След войната е командир на 21-ва Донска конна батарея, 7-а Донска конноартилерийска батарея и 14-а Донска конноартилерийска батарея (1880 – 1889). Повишен е във военно звание полковник от 6 май 1888 г. и генерал-майор от 20 ноември 1899 г. Служи като командир на 10-и Донски казашки полк, 14-и Донски казашки полк и 2-ра бригада от 1-ва Донска казашка дивизия (1890 – 1904). Излиза в оставка с повишение във военно звание генерал-лейтенант от 1 юни 1904 г.
Улица в град Сопот е наименувана „Иван Луизов“.